# Rubus godronii
Rubus godronii är en rosväxtart som beskrevs av Henri Lecoq och Lamotte. Rubus godronii ingår i släktet rubusar, och familjen rosväxter. Inga underarter finns listade i Catalogue of Life.